# Ivor Douglas Brown
Ivor Douglas Brown, britanski general, * 1895, † 1953.